# مقاطعة ستافورد (كانساس)
مقاطعة ستافورد (بالإنجليزية: Stafford County)‏ هي إحدى المقاطعات في ولاية كانساس، الولايات المتحدة الأمريكية.